# 单体元素
单体元素（英語：free element），或称自由元素，指不与其他元素结合或化学键合的化學元素，例如氧分子（O2）和碳均可以作为单体元素出现。单体元素所有原子氧化数均为0，几乎不与其他原子键合。抗腐蚀金属金和铂也是单体元素。